# Pierre Versteegh
Pierre Marie Robert Versteegh (Kedoeng Banteng, 6 giugno 1888 – campo di concentramento di Sachsenhausen, 3 maggio 1942) è stato un cavaliere olandese.

## Biografia
Nasce sull'Isola di Giava, nel 1906 entra all'accademia Reale Militare dei Paesi Bassi, dove impara a cavalcare. Nel 1909 viene nominato luogotenente, nel 1925 capitano e nel 1936 maggiore.
A causa delle sue doti da cavallerizzo partecipa alle competizioni di equitazione ai Giochi della IX Olimpiade che si tengono a Amsterdam nell'agosto del 1928, dove otterrà la medaglia di bronzo, e poi a quelle dell'XI Olimpiade ce si tengono in Germania nell'agosto del 1936.
Durante la seconda guerra mondiale entra nella resistenza olandese. Viene arrestato nel 1942 e inviato nel Campo di concentramento di Sachsenhausen dove sarà fucilato.

## Distinzioni e onorificenze
- Bronzo a Amsterdam 1928 nel dressage a squadre.
- Nel maggio del 1946 gli viene conferita la Croce della Resistenza Olandese (Verzetskruis)[2]